# 迪沃河畔圣皮埃尔
迪沃河畔圣皮埃尔（法語：Saint-Pierre-sur-Dives，法語發音：[sɛ̃ pjɛʁ syʁ div] ⓘ）是法国卡尔瓦多斯省的一个旧市镇，属于利雪区。2017年，迪沃河畔圣皮埃尔与临近的12个市镇合并为新市镇欧日地区圣皮埃尔，迪沃河畔圣皮埃尔为新市镇行政中心。

## 地理
迪沃河畔圣皮埃尔（49°1'8"N, 0°1'57"W）面积9.68 平方千米，位于法国诺曼底大区卡爾瓦多斯省，该省份为法国西北部沿海省份，北濒大西洋英吉利海峡，东北与滨海塞纳省以海上边界相接，东临厄尔省，南至奧恩省，西与芒什省接壤。
与迪沃河畔圣皮埃尔接壤的市镇（或旧市镇、城区）包括：耶维尔、蒂耶维尔、卢东、旺德夫尔。

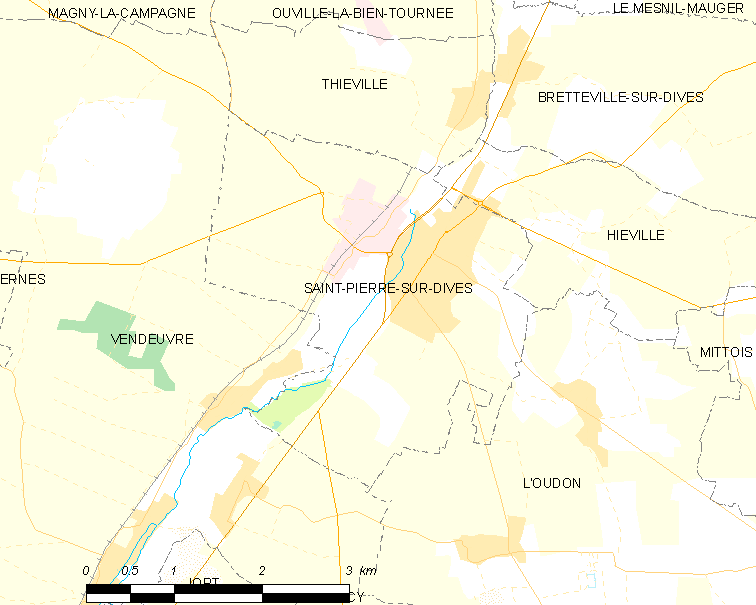
迪沃河畔圣皮埃尔的OSM定位图

迪沃河畔圣皮埃尔的时区为UTC+01:00、UTC+02:00（夏令时）。

## 行政
迪沃河畔圣皮埃尔的邮政编码为14170，INSEE市镇编码为14654。

## 政治
迪沃河畔圣皮埃尔所属的省级选区为利瓦罗派多日县。

## 人口

1962-2008年间迪沃河畔圣皮埃尔人口变化图示

迪沃河畔圣皮埃尔于2018年1月1日时的人口数量为3373人。